# Грушівка (Ковельський район)
Гру́шівка — село в Україні, у Колодяжненській сільській громаді Ковельського району Волинської області. Населення становить 140 осіб.

## Історія
У 1906 році село Новодвірської волості Володимир-Волинського повіту Волинської губернії. Відстань від повітового міста 45 верст, від волості 12. Дворів 31, мешканців 246.

## Населення
Згідно з переписом УРСР 1989 року чисельність наявного населення села становила 209 осіб, з яких 88 чоловіків та 121 жінка.
За переписом населення України 2001 року в селі мешкало 140 осіб. 100 % населення вказало своєю рідною мовою українську мову.